# 1766
1766. је била проста година.

## Догађаји

### Непознати датуми
- Османске власти су укинуле Пећку патријаршију и српске епархије дале на управљање Цариградској патријаршији.

### Јануар
- 14. јануар — Кристијан VII постао краљ Данске.

### Децембар
- 2. децембар — Шведска донела Закон о слободи штампе, чиме је постала прва земља у свету која је у уставу заштитила слободу штампе.
- 6. децембар — у Лондону основана Аукцијска кућа Кристи.

## Смрти

### Фебруар
- 23. фебруар - Станислав Лешћински, краљ Пољске и велики кнез Литваније